# Keri Russell

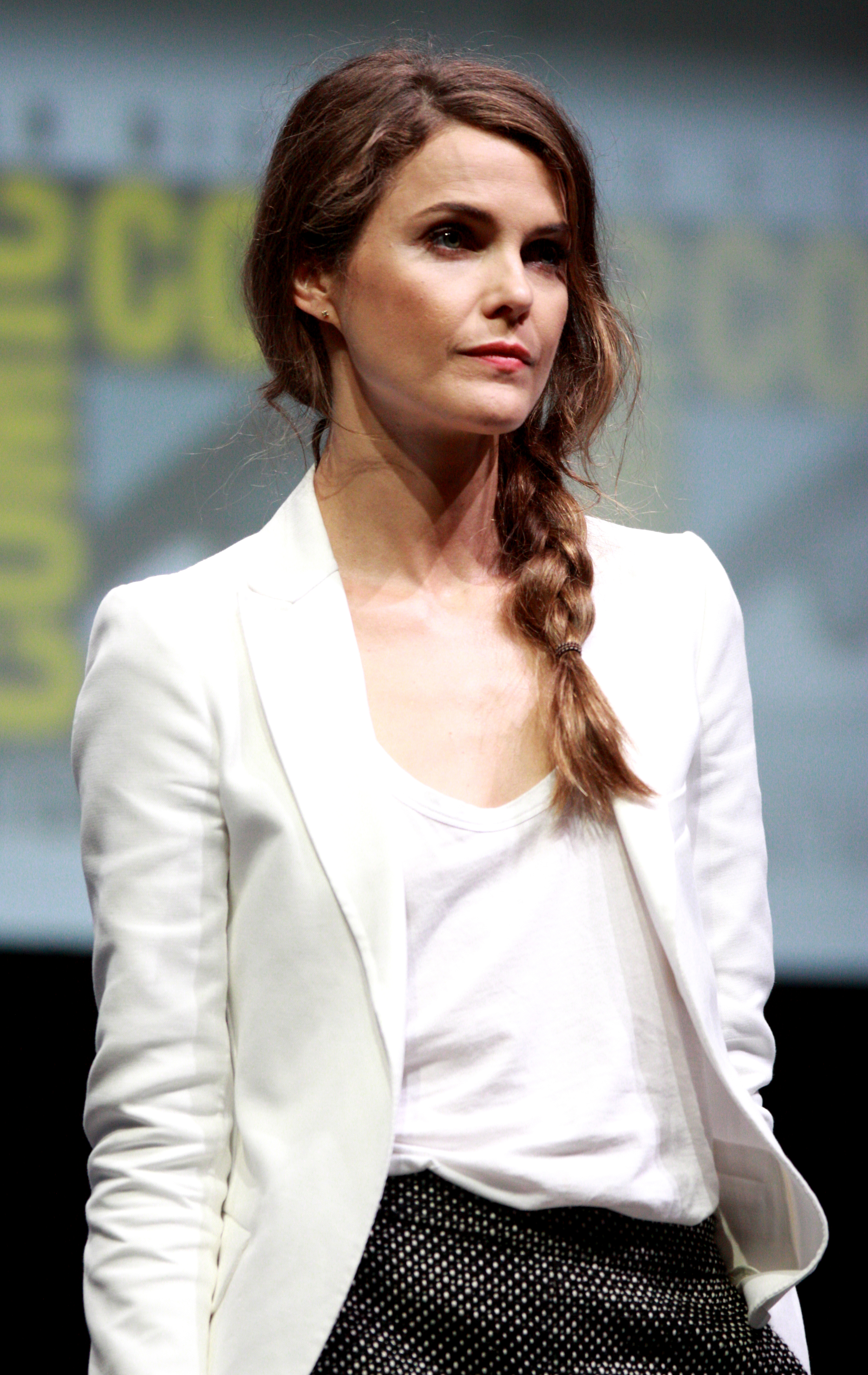
Keri Russell (2013)

Keri Lynn Russell (* 23. März 1976 in Fountain Valley, Kalifornien) ist eine US-amerikanische Schauspielerin und Tänzerin. Bekannt wurde sie vor allem durch ihre Darstellung der Titelfigur der Fernsehserie Felicity und durch ihre Rolle als Elizabeth Jennings in The Americans.

## Leben
Keri Russell wurde als Tochter von Stephanie Stephens und David Harold Russell, einem leitenden Angestellten bei dem Automobilhersteller Nissan, in Fountain Valley geboren. Aufgrund der Arbeit ihres Vaters zog die Familie häufig um. So wuchs sie mit ihrem älteren Bruder Todd und ihrer jüngeren Schwester Julie in Coppell, Mesa und Highlands Ranch auf.
Ihren ersten Fernsehauftritt hatte sie 1991 mit 15 Jahren in der Fernsehshow All-New Mickey Mouse Club vom Disney Channel. Dort war sie bis 1993 neben den späteren Popstars wie Christina Aguilera, Britney Spears und Justin Timberlake zu sehen. 1992 war sie als Babysitterin in dem Film Liebling, jetzt haben wir ein Riesenbaby zu sehen. 1994 trat sie im Bon-Jovi-Musikvideo zum Song Always auf. 1995 hatte Russell eine Episodenrolle bei Eine schrecklich nette Familie in der Folge Bud schlägt zu (Radio Free Trumaine). Darauf folgten mehrere Fernseh- und Filmrollen.
1998 kam ihr Durchbruch, als sie in der von Kritikern gelobten Serie Felicity die Hauptfigur Felicity Porter spielte. Ein behütet aufgewachsenes Mädchen, das nach ihrem Highschool-Abschluss zum Studium nach New York zieht und sich dort zum ersten Mal selbst beweisen muss. Russell wurde für diese Rolle 1999 mit dem Golden Globe ausgezeichnet. Durch einen drastischen Frisurwechsel in der zweiten Staffel der Serie erregte sie Aufsehen. Nachdem sie ihre charakteristischen langen Locken abgeschnitten hatte, kam es zu überraschend heftigen Zuschauerprotesten. Russell berichtet, dass sie noch lange nach Ende der Serie auf diese Entscheidung hin angesprochen wurde. Die sinkenden Einschaltquoten von Felicity führten laut Berichten beim produzierenden Sender The WB dazu, dass größere Veränderungen im Aussehen von Seriendarstellern von der Sendeleitung  genehmigt werden mussten.
1998 war sie in dem Thriller Mörderische Freunde neben Matthew Lillard und Michael Vartan zu sehen. 2002 spielte sie in Wir waren Helden die Ehefrau eines amerikanischen Soldaten während des Vietnamkriegs. Nach dem Ende von Felicity zog Russell nach New York City und gab dort 2004 ihr Debüt am Broadway in dem Stück Fat Pig von Neil LeBute. 2005 war sie in einer Folge der Miniserie Into the West – In den Westen von Steven Spielberg zu sehen und 2006 an der Seite von Tom Cruise in Mission: Impossible III. 2007 hatte sie in zwei Folgen eine Gastrolle in Scrubs – Die Anfänger. Ihre Darstellung in Jennas Kuchen – Für Liebe gibt es kein Rezept wurde von Kritikern positiv aufgenommen. 2008 war sie neben Adam Sandler in Bedtime Stories zu sehen. 2010 spielte sie neben Brendan Fraser und Harrison Ford in dem Film Ausnahmesituation, der auf einer wahren Geschichte beruht, eine Mutter, deren beide Kinder an der unheilbaren Krankheit Morbus Pompe leiden.

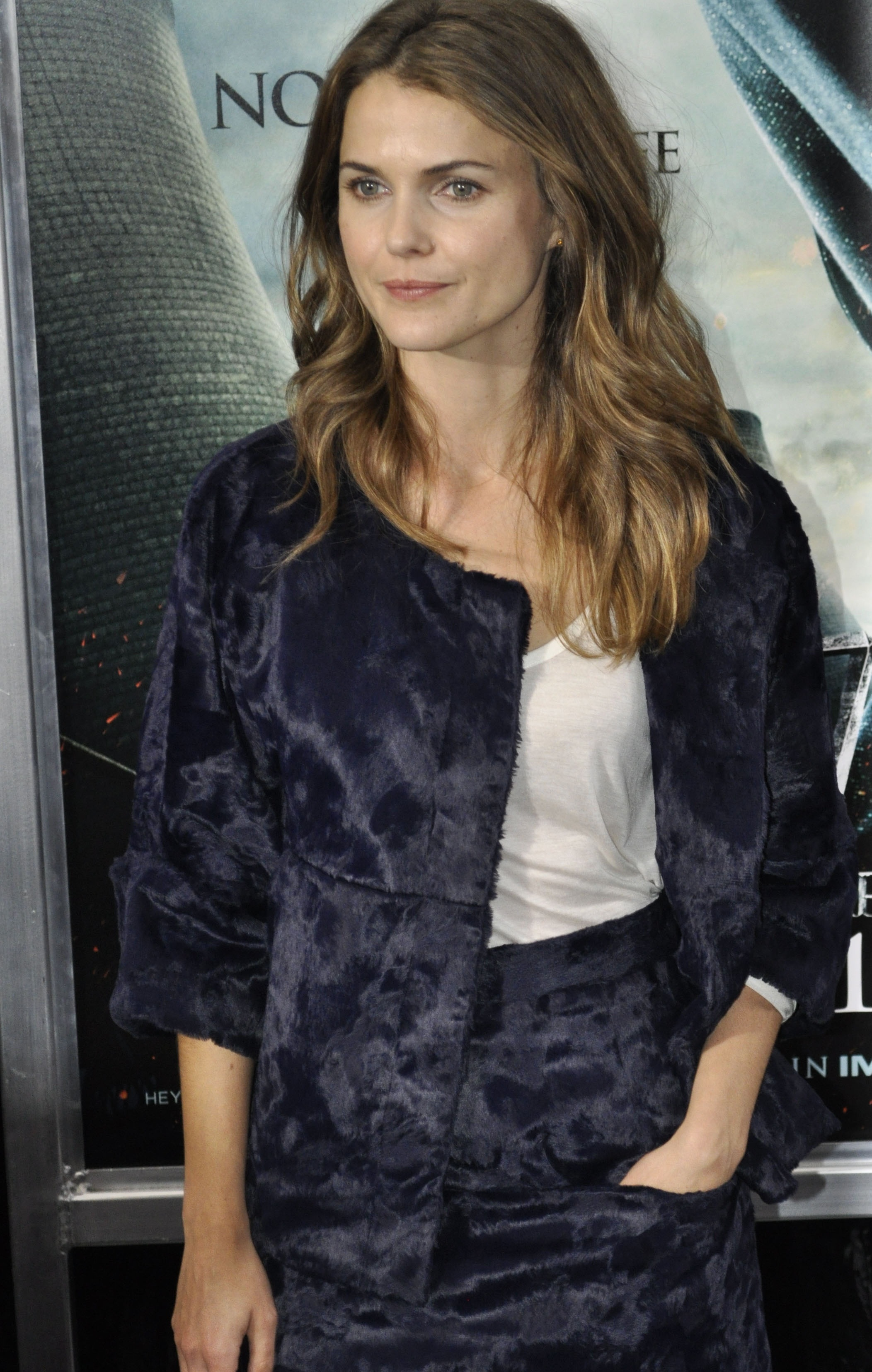
Keri Russell bei der Premiere des Films Harry Potter und die Heiligtümer des Todes: Teil 1 (November 2010)

2013 war sie in der romantischen Komödie Austenland zu sehen. In dem Science-Fiction-Film Planet der Affen: Revolution, einer Fortsetzung von Planet der Affen: Prevolution, spielte sie die Rolle Ellie. Von 2013 bis 2018 spielte Russell neben Matthew Rhys in der FX-Dramaserie The Americans in sechs Staffeln die russische KGB-Spionin Elizabeth Jennings, die während der Zeit des Kalten Krieges in den 1980er Jahren verdeckt als Amerikanerin lebte. Während dieser Zeit wurden sie und Rhys auch privat ein Paar. 2016 war sie in dem Historienfilm Free State of Jones, der während der Zeit des Sezessionskrieges spielt, als Frau von Newton Knight, gespielt von Matthew McConaughey, zu sehen. 2019 war sie in der neunten Episode der Star-Wars-Filmreihe Star Wars: Der Aufstieg Skywalkers in der Rolle der Zorii Bliss zu sehen. Sie arbeitete in dem Film nach Felicity und Mission: Impossible III erneut mit J. J. Abrams zusammen. Von März bis Juli 2019 spielte sie am Broadway im Hudson Theatre in Lanford Wilsons Stück Burn This.
2023 ist Russell in der amerikanischen Horrorkomödie Cocaine Bear unter der Regie von Elizabeth Banks zu sehen und in der Fernsehserie Diplomatische Beziehungen von Netflix spielt sie die Hauptrolle der Kate Wyler.

## Privatleben
Russell war mit Scott Speedman zusammen und hatte acht Jahre lang eine Beziehung mit dem Sänger Tony Lucca. Am Valentinstag 2007 heiratete sie den Bauunternehmer Shane Deary. Sie haben zwei gemeinsame Kinder. Mitte 2014 erfolgte die Scheidung. Seit Anfang 2014 ist sie mit ihrem Schauspielkollegen aus The Americans, Matthew Rhys, liiert. Im Mai 2016 wurde ihr gemeinsamer Sohn geboren.

## Filmografie (Auswahl)
- 1991–1993: Mickey Mouse Club

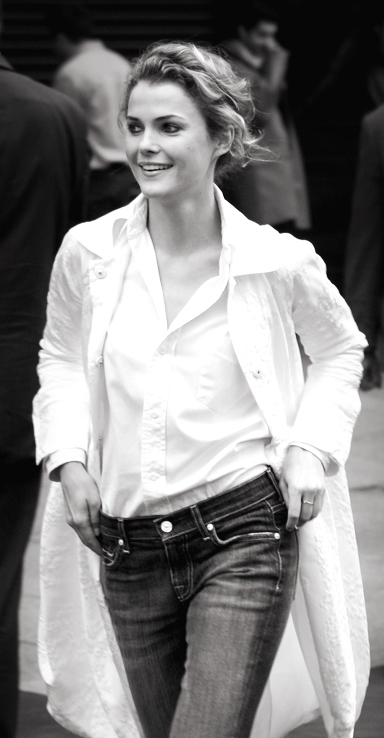
Keri Russell bei der Premiere zu Mission: Impossible III (2006)

- 1992: Liebling, jetzt haben wir ein Riesenbaby (Honey I Blew Up the Kid)
- 1993: Das Leben und Ich (Boy meets World, Fernsehserie, Folge 1x07)
- 1994: Daddy’s Girls (Fernsehserie, 3 Folgen)
- 1995: Eine schrecklich nette Familie (Married with Children, Fernsehserie, Folge 9x24)
- 1995: Clerks: Uncensored (Fernsehfilm)
- 1996: Malibu Beach (Malibu Shores, Fernsehserie, 10 Folgen)
- 1996: Lotterie des Schreckens (The Lottery, Fernsehfilm)
- 1996: Teuflische Versuchung (The Babysitter’s Seduction, Fernsehfilm)
- 1997: Mutterliebe – Eine Frau kämpft um ihr Kind (When Innocence Is Lost, Fernsehfilm)
- 1997: Conor, der Kelte (Roar, Fernsehserie, 2 Folgen)
- 1997: Eine himmlische Familie (7th Heaven, Fernsehserie, Folge 1x17)
- 1998: Mein Traummädchen von Nebenan (Eight Days a Week)
- 1998: Mörderische Freunde (The Curve)
- 1998–2002: Felicity (Fernsehserie, 84 Folgen)
- 1999: CinderElmo (Fernsehfilm)
- 2000: Kick It with Samba – Heiße Rhythmen, große Liebe (Mad About Mambo)
- 2002: Wir waren Helden (We Were Soldiers)
- 2005: An deiner Schulter (The Upside of Anger)
- 2005: The Magic of Ordinary Days (Fernsehfilm)
- 2005: Into the West – In den Westen (Into the West, Fernsehserie, Folge 1x02)
- 2006: Mission: Impossible III
- 2006: Rohtenburg (Grimm Love)
- 2007: Das Mädchen im Park (The Girl in the Park)
- 2007: Der Klang des Herzens (August Rush)
- 2007: Jennas Kuchen – Für Liebe gibt es kein Rezept (Waitress)
- 2007: Scrubs – Die Anfänger (Scrubs, Fernsehserie, 2 Folgen)
- 2008: Bedtime Stories
- 2009: Wonder Woman (Stimme für Wonder Woman)
- 2009: Leaves of Grass
- 2010: Ausnahmesituation (Extraordinary Measures)
- 2010–2011: Running Wilde (Fernsehserie, 13 Folgen)
- 2012: Zicke Zacke Ziegenkacke (Goats)
- 2013: Austenland
- 2013: Dark Skies – Sie sind unter uns (Dark Skies)
- 2013: Arrested Development (Fernsehserie, Folge 4x12)
- 2013–2018: The Americans (Fernsehserie, 75 Folgen)
- 2014: Planet der Affen: Revolution (Dawn of the Planet of the Apes)
- 2016: Free State of Jones
- 2017: Secret History of Comics (Dokuserie, Folge 1x02)
- 2018: Bear Grylls: Stars am Limit (Running Wild with Bear Grylls, Dokumentarfilmreihe, Folge 4x02)
- 2019: Star Wars: Der Aufstieg Skywalkers (Star Wars: The Rise of Skywalker)
- 2021: Antlers
- 2023: Extrapolations (Fernsehserie, Folge 1x05)
- 2023: Cocaine Bear
- seit 2023: Diplomatische Beziehungen (The Diplomat, Fernsehserie)

## Auszeichnungen und Nominierungen (Auswahl)
Primetime Emmy Awards
- 2016: Nominierung in der Kategorie „Beste Hauptdarstellerin in einer Dramaserie“ für The Americans
- 2017: Nominierung in der Kategorie „Beste Hauptdarstellerin in einer Dramaserie“ für The Americans
- 2018: Nominierung in der Kategorie „Beste Hauptdarstellerin in einer Dramaserie“ für The Americans

Golden Globe Awards
- 1999: Beste Darstellerin in einer Fernsehserie – Drama für Felicity
- 2017: Nominierung in der Kategorie „Beste Serien-Hauptdarstellerin – Drama“ für The Americans
- 2019: Nominierung in der Kategorie „Beste Serien-Hauptdarstellerin – Drama“ für The Americans

Satellite Awards
- 2005: Nominierung in der Kategorie „Beste Darstellerin in einer Miniserie oder einem Fernsehfilm“ für The Magic of Ordinary Days
- 2013: Nominierung in der Kategorie „Beste Darstellerin in einer Serie (Drama) “ für The Americans
- 2014: Beste Darstellerin in einer Serie (Drama) für The Americans
- 2018: Nominierung in der Kategorie „Beste Darstellerin in einer Serie (Drama) “ für The Americans

Critics’ Choice Television Awards
- 2013: Nominierung in der Kategorie „Beste Hauptdarstellerin in einer Dramaserie“ für The Americans
- 2014: Nominierung in der Kategorie „Beste Hauptdarstellerin in einer Dramaserie“ für The Americans
- 2015: Nominierung in der Kategorie „Beste Hauptdarstellerin in einer Dramaserie“ für The Americans
- 2016: Nominierung in der Kategorie „Beste Hauptdarstellerin in einer Dramaserie“ für The Americans